# Villanovafranca
Villanovafranca is een gemeente in de Italiaanse provincie Zuid-Sardinië (regio Sardinië) en telt 1481 inwoners (31-12-2004). De oppervlakte bedraagt 27,5 km², de bevolkingsdichtheid is 54 inwoners per km².

## Demografie
Villanovafranca telt ongeveer 559 huishoudens. Het aantal inwoners daalde in de periode 1991-2001 met 8,2% volgens cijfers uit de tienjaarlijkse volkstellingen van ISTAT.
| Jaar | Inwoneraantal |
| ---- | ------------- |
| 1991 | 1624          |
| 2001 | 1491          |

## Geografie
Villanovafranca grenst aan de volgende gemeenten: Barumini, Escolca (CA), Gesico (CA), Guasila (CA), Las Plassas, Villamar.
Arbus · Barumini · Collinas · Furtei · Genuri · Gesturi · Gonnosfanadiga · Guspini · Las Plassas · Lunamatrona · Pabillonis · Pauli Arbarei · Samassi · San Gavino Monreale · Sanluri · Sardara · Segariu · Serramanna · Serrenti · Setzu · Siddi · Tuili · Turri · Ussaramanna · Villacidro · Villamar · Villanovaforru · Villanovafranca
1. ↑  https://demo.istat.it/?l=it.